# Estación Nebuco
Nebuco es una estación ubicada en la comuna chilena de Chillán Viejo. Actualmente no presta servicios de pasajeros.

## Historia
La estación fue construida junto con el Ferrocarril Talcahuano - Chillán y Angol, e inaugurada en 1873. Luego pasó a formar parte de la Red Sur de Ferrocarriles del Estado.

## Infraestructura
El edificio de pasajeros sigue en buenas condiciones y es utilizado como residencia privada.
Se encuentra una Oficina de Tráfico de EFE, encargada de otorgar las movilizaciones de los servicios de Largo Recorrido, pero no hay detenciones normales de servicios de pasajeros. En las cercanías se encuentra el paso sobre nivel de la Autopista del Itata que se inicia a escasos kilómetros al sureste de la Estación.